# Цього разу назавжди
Цього разу назавжди (англ. This Time for Keeps) — американська комедійна мелодрама режисера Чарльза Райснера 1942 року.

## Сюжет
Лі Вайт нещодавно одружився з Кетрін Браянт. Але незабаром йому стає нудно, і він знаходить себе як партнера в бізнесі свого тестя. Проте втомившись від постійного втручання свекрухи у Лі починаються сварки з Кетрін.

## У ролях
- Енн Разерфорд — Кетрін «Кіт» Вайт
- Роберт Стерлінг — Лі Вайт
- Гай Кіббі — Гаррі Брайант
- Ірен Річ — місіс Брайант
- Вірджинія Вейдлер — Геррієтта Брайант
- Генрі О'Нілл — Артур Фрімен
- Дороті Морріс — Едіт Брайант
- Річард Крейн — Юстас Ендрюс
- Джо Штраух молодший — Мілтон А. Джонс
- Конні Гілкрайст — міс Ніколс
- Мері Стюарт